# Левенцов Віталій Васильович
Віталій Васильович Левенцо́в (нар. 29 липня 1959, Грицьків — пом. 2 квітня 2008, Хмельницький) — український живописець, художник декоративно-ужиткового мистецтва; член Національної спілки художників України з 1999 року.

## Біографія
Народився 29 липня 1959 року в селі Грицькові (нині Хмельницький район Хмельницької області, Україна). Упродовж 1982—1986 років виконував монументально-декоративні роботи в інтер'єрах установ міста Астрахані; у 1989—1997 роках працював у художній школі в Кілії.
Навчався в Одесі на художньо-графічному факультеті Південноукраїнського педагогічного університету імені Костянтина Ушинського, здобувши освіту 1995 року. Його викладачами були Ольга Токарева, Валентин Філіпенко, В. Єфіменко, Тетяна Басанець, О. Риндіна. З кінця 1990-х працював на Одеському виробничому художньо-оформлювальному комбінаті.
Жив у Хмельницькому в будинку на вулиці Зарічанській № 19/2. Помер у Хмельницькому 2 квітня 2008 року.

## Творчість
Працював у галузі живопису, монументального та декоративно-ужиткового мистецтва (художній текстиль). Серед робіт:
батики
- «Вічний мотив» (1994);
- «Діалог» (1995);
- «Бесіда» (1995);
- «Ранок» (1996);
- «Жінка з вуаллю» (1996);
- «Роксолана» (1996);
- «Частування» (1997);
- «Перетворення» (1997);
- «Весняна елегія» (1997);
- «Айша» (1997);
- «Передчуття» (1998);
- триптих «Ольга» (1998; гарячий батик, бавовна);
- «Арлекін» (2001).

живопис
- «Вершниця» (1996);
- «На золотих вітрах» (1997; полотно, олія);
- «Скитська дівчина» (2000).